# Hando Runnel

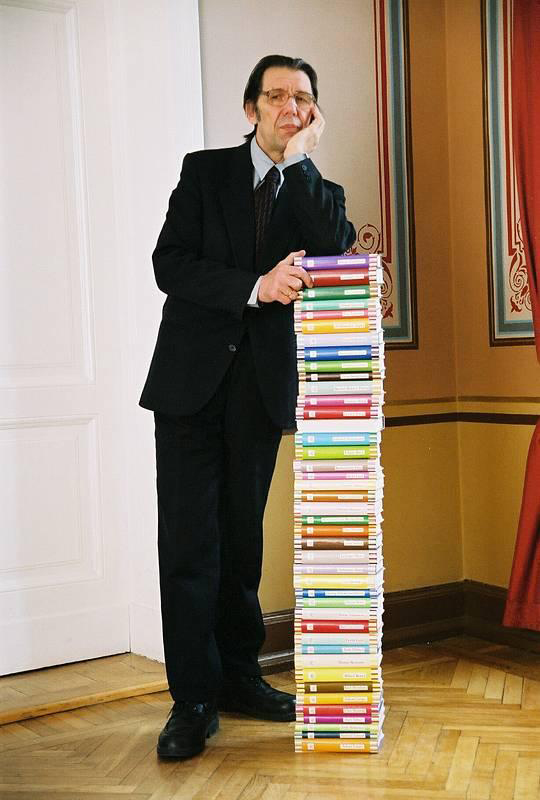
Hando Runnel w 2002 roku

Hando Runnel (ur. 24 listopada 1938 w Järvamaa) – estoński poeta i eseista. 

## Życiorys
Hando Runnel urodził się 24 listopada 1938 roku. W latach 1957–1962 studiował agrokulturę na uczelni rolniczej (obecnie Eesti Maaülikool) w Tartu. Po ukończeniu studiów pracował w redakcji czasopisma "Looming", pracę tę zakończył w 1971. Debiutował w 1965 roku zbiorem Maa lapsed. W latach 70. i 80. część jego twórczości nie mogła być opublikowana ze względu na cenzurę. Niektóre z nieopublikowanych utworów czytelnicy przekazywali sobie ustnie lub kopiowali za pomocą kalki.
W latach 90. (źródła podają rok 1992 lub 1995) założył wydawnictwo Ilmamaa. W latach 1992–1993 był profesorem na Uniwersytecie w Tartu (choć Runnel jest samoukiem i nie odebrał akademickiego wykształcenia w dziedzinie sztuki i kultury estońskiej, to jednak ma bardzo dużą wiedzę w tych dziedzinach). Od 2012 roku jest członkiem Estońskiej Akademii Nauk.
Jego żoną jest poetka Katre Ligi; Runnel ma sześcioro dzieci.

## Twórczość
Twórczość Runnnela jest bardzo różnorodna tematycznie. W jego tekstach pojawiają się takie tematy, jak śmierć (motyw ten ma podstawy autobiograficzne – ojciec poety wcześnie go osierocił), miłość do ziemi ojczystej, polityka, miłość, cykl natury i in. Jest też autorem tekstów piosenek, wierszy dla dzieci i esejów. Jego utwory są zazwyczaj rymowane, rytmiczne, o regularnych wersach.

## Odznaczenia
- Order Herbu Państwowego I klasy (2025)[3]
- Order Herbu Państwowego IV klasy (1997)[4]
- Order Gwiazdy Białej II klasy (2006)[5]